# Tricalysia subsessilis
Espèce
Tricalysia subsessilis K.Schum. est une espèce de plantes de la famille des Rubiacées et du genre Tricalysia.

## Distribution
Très rare, l'espèce est endémique du Cameroun, où elle a été observée seulement à la station de Lolodorf (Région du Sud) par Alois Staudt en 1896

## Description
C'est un arbrisseau atteignant 1,5 m de hauteur.